# Myriotrema compunctum
Myriotrema compunctum är en lavart som först beskrevs av Erik Acharius och som fick sitt nu gällande namn av Mason Ellsworth Hale 1980. 
Myriotrema compunctum ingår i släktet Myriotrema och familjen Thelotremataceae. Inga underarter finns listade i Catalogue of Life.